# Rochford (Worcestershire)
Rochford – wieś i civil parish w Anglii, w hrabstwie Worcestershire, w dystrykcie Malvern Hills. Leży 26 km na północny zachód od miasta Worcester i 189 km na północny zachód od Londynu. W 2011 roku civil parish liczyła 228 mieszkańców. Rochford jest wspomniana w Domesday Book (1086) jako Recesford.